# Tríkomo
Tríkomo (en grec : Τρίκομο / Trikomo ; en turc, İskele) est une ville de Chypre, administrée de facto par la république turque de Chypre du Nord qui a fait sécession en 1983.  Elle compte quelque 22 000 habitants

## Géographie
Tríkomo se trouve sur la côte nord-est de l'île, sur la baie de Famagouste, sur la route qui mène à la péninsule de Karpas située à l'est du pays.

## jumelage
Samsun (Turquie)